# Olivia Schoppe
Olivia Schoppe (* 4. Juni 2001) ist eine deutsche Radrennfahrerin, die auf Bahn und Straße aktiv ist. Sie startet seit 2024 für das neu gegründete, deutsche UCI Women’s Continental Team LKT Team.

## Sportlicher Werdegang
Seit 2009 ist Olivia Schoppe als Radsportlerin aktiv und fuhr für den Radsportverein AC Leipzig.
Im Erwachsenenbereich schloss sie sich 2020 dem Rad-Bundesliga-Team Maxx-Solar Rose Women Racing an, das seit 2023 eine Lizenz als UCI Women’s Continental Team besitzt. Bei den Deutsche Straßen-Radmeisterschaften wurde sie 2022 Achte im Straßenrennen der U23, 2023 Dritte im Straßenrennen und Siebte im Einzelzeitfahren. Ebenfalls 2023 erhielt sie als 15. der SPAR Flanders Diamond Tour erstmals Punkte in der UCI-Weltrangliste. Bei der ersten Ausgabe der Deutschen Derny Meisterschaft der Frauen im August 2023 belegte sie mit Schrittmacher Sven Lohse hinter Lena Charlotte Reißner und Romy Kasper den dritten Platz.
Mit dem LKT Team nahm sie 2024 an verschiedenen internationalen UCI-Rennen teil. Erreichte dabei den 11. Platz der Umag Trophy Ladies, Platz 27 der Porec Trophy Ladies und gewann mit Platz 23 beim Scheldeprijs Women Elite drei UCI-Punkte. Weiterhin trat sie im Mai für Deutschland bei den FISU World University Championships an und wurde hier 6. im Kriterium, 9. im Straßenrennen und 11. im Einzelzeitfahren. Bei der Deutschen Derny Meisterschaft der Frauen im September 2024 wurde sie mit Sven Lohse deutsche Vizemeisterin hinter ihrer Teamkollegin Lena Charlotte Reißner.

## Privates
Olivia Schoppe wohnt in Leipzig und studiert Geografie und Sport für das Lehramt.